# Out of the Woods
«Out of the Woods» (с англ. — «Вышли из леса») — песня американской певицы Тейлор Свифт, вышедшая сначала как промосингл 13 октября 2014 года, а затем выпущенная в качестве шестого сингла с пятого студийного альбома Свифт 1989 (2014) 5 февраля 2016 года. 31 декабря 2015 года было выпущено музыкальное видео на песню.

## История
Впервые Свифт презентовала 15-секундный отрывок песни «Out of the Woods» на шоу Good Morning America 13 октября 2014 года. Она сказала, что это её любимая песня с предстоящего альбома 1989. По её словам, в ней описывается «хрупкость» в некоторых видах отношений. Это непредсказуемые отношения, каждый следующий день которых невозможно предугадать, и если он тебя бросит, нужно идти только вперёд.
Вдохновленная синти-попом 1980-х, Тейлор Свифт решила отойти от фирменного стиля кантри своих предыдущих релизов и включить откровенную поп-музыку в свой пятый студийный альбом 1989, который был выпущен в 2014 году. Процесс записи начался в середине 2013 года одновременно с началом концертного тура Red Tour в поддержку четвёртого студийного альбома Red. Чтобы обеспечить плавный переход к поп-музыке, Свифт привлекла новых сотрудников, включая Джека Антоноффа, который спродюсировал две песни для стандартного издания альбома и один бонус-трек для делюксового издания.
Джек Антонофф ранее работал со Свифт над «Sweeter than Fiction», песней в стиле новая волна 1980-х годов для саундтрека фильма One Chance («Мечты сбываются», 2013).
Антонофф рассказал о своём опыте работы со Свифт: «Она очень естественна - когда у неё появляется идея, это происходит очень быстро».

## Композиция
Критики описали «Out of the Woods» как синти-поп-песню с заметным влиянием музыки 1980-х годов. Ханна Милреа из журнала NME посчитала этот трек как пример стиля индитроника. В песне используются пульсирующие синтезаторы, зацикленные барабанные ритмы и эхо-бэк-вокал, в результате чего получается хаотичный и «гимновый» звук. По сравнению с остальной частью альбома 1989 трек «Out of the Woods» отличается более плотным продакшном. При создании песни на Антоноффа оказала влияние рок-группа My Morning Jacket «Каждый звук громче предыдущего …».
Текст песни повествует о хрупких отношениях героев. В припеве Свифт повторяет фразу «Мы уже вышли из леса?» снова и снова, желая сохранить отношения, хотя и с небольшим шансом. Свифт размышляет над неизбежным концом своей любви и прошлыми ошибками, которые она и её возлюбленный совершили: "Твое ожерелье, свисающее с моей шеи в ту ночь, которую мы не могли забыть / Когда мы решили переставить мебель, чтобы мы могли танцевать / Детка, как будто у нас был шанс ". Далее подробно описывается авария на снегоходе, в результате которой одному из супругов нужно сделать операцию: «Вспомните, когда вы слишком рано нажимаете на тормоз / Двадцать швов в больничной палате». В интервью для журнала Rolling Stone для его сентябрьского номера 2014 года Свифт объяснила, что тексты песен были вдохновлены одним из её реальных взаимоотношений, которые вызывали постоянное беспокойство: «Каждый день был борьбой. Забудьте строить планы на жизнь — мы были просто пытались дожить до следующей недели». Катастрофа снегохода была реальным инцидентом, который Свифт убедила журналистов таблоидов не распространять. В интервью NPR в октябре 2014 года Свифт дала подробное объяснение лирики:

Эта строка присутствует, потому что это не только реальное, буквальное повествование о том, что произошло в конкретных отношениях, в которых я была, но и метафора. «Слишком рано нажать на тормоза» может означать буквально то, что мы попали в аварию, и нам пришлось иметь дело с её последствиями. Но кроме того, отношения закончились раньше, чем следовало, из-за сильного страха.

## Отзывы
Композиция, в целом, была одобрительно встречена музыкальными экспертами и обозревателями.
Джейсон Липшуц из журнала Billboard дал песне четыре с половиной звезды из пяти. Липшуц отметил, что синти-поп песня кардинально отличается от кантри-песен Свифт, и описал тексты, в которых описываются сложные отношения, как доказательство того, что «она [остаётся] поэтессой, способной создавать поразительные, мгновенно незабываемые образы». Между тем, Сэм Лански из Time был более впечатлен постановкой. Линдси Золадз (New York) высказала мнение, что песня означает «волнующее, неожиданное и зрелое новое направление в звуке Свифт».
Брайан Мэнсфилд из USA Today высоко оценил отход трека от известного кантри-саунда Свифт за проявление её зрелости как артиста. Микаэль Вуд из газеты Los Angeles Times назвал «Out of the Woods» одной из лучших песен 1989 и назвал её самой аутентичным посвящением синти-попу 1980-х годов, звучание которого Свифт пыталась воссоздать. Энни Гэлвин из журнала Slant Magazine назвала трек «воодушевляющим триумфом песни о любви», который предлагает эмоциональную привязанность, необычную для мейнстрима. Энди Гилл из The Independent похвалил лирику за инкапсуляцию «драматических эмоциональных изменений в нескольких ярких строках» и сравнил звучание синтезатора с песней 1981 года «Vienna» британской ново-волновой группы Ultravox.
«Out of the Woods» занял 94 место в списке «100 лучших песен 2014 года» издания Pitchfork (The 100 Best Tracks of 2014). От имени издания Корбан Гобл похвалил продакшн песни от барабанов до совершенства вокального исполнением Свифт. В 2020 году Милреа из журнала NME поместила песню на седьмую строчку в своем списке, оценив каждую песню Свифт, назвав её одним из «величайших триумфов» Свифт за «гимноподобный, волнительный припев». Нейт Джонс из New York так же хвалил продакшн, но Роб Шеффилд из Rolling Stone был менее воодушевлен, чувствуя, что композиция подавляет замысловатый текст.

## Коммерческий успех
Трек «Out of the Woods» вошёл в американский хит-парад Billboard Hot 100 1 ноября 2014 года на 18-й позиции. ставшей для него высшим достижением. Он также дебютировал на вершине цифрового чарта Billboard Digital Songs, став его восьмым чарттоппером. После того, как Свифт представил сингл в Dick Clark’s New Year’s Rockin' Eve, «Out of the Woods» повторно попал в Hot 100 под номером 45. Песня была сертифицирована в платиновом статусе Recording Industry Association of America (RIAA) за тираж более 1 млн единиц в США.
Сингл стал хитом номер один в израильском радиочарте Media Forest. Он вошёл в десятку лучших в чарте Новой Зеландии (номер шесть в New Zealand Singles Chart) и Канады (номер восемь в Canadian Hot 100). В Австралии песня достигла 19 места в Australian Singles Chart и получила золотой сертификат Австралийской ассоциации звукозаписывающей индустрии Australian Recording Industry Association (ARIA). Трек был сертифицирован Международной федерацией фонографической индустрии (IFPI) в Норвегии как платиновый, несмотря на то, что не попал в чарт синглов страны.

## Музыкальное видео

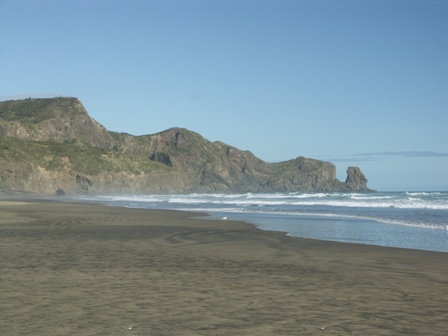
Пляж Bethells Beach, показанный в конце видео

Видеоклип снял известный американский режиссёр Джозеф Кан, который также снимал видеоклипы на предыдущие песни Тейлор Свифт «Blank Space», «Bad Blood» и «Wildest Dreams». Премьера состоялась 31 декабря 2015 года на новогоднем шоу «Dick Clark’s New Year’s Rockin' Eve» на канале ABC. Сам клип снимали в лесах Новой Зеландии в горах около Куинстауна и на пляже Bethells Beach.
Во время съемок в Bethells Beach Свифт столкнулась с негативной реакцией защитников природы, которые утверждали, что её производственная группа нарушила их разрешение и поставила под угрозу редкую местную птицу, используя до 12 транспортных средств. Во время съёмок в этой местности прошёл сильный шторм и съёмочную группу завалило деревьями. После эвакуации съёмки продолжились через неделю.
На видео показано, как Свифт пытается выбраться из леса, буквально интерпретируя название песни. Видно, как Свифт бежит через что-то вроде заколдованного леса, образовавшегося вокруг неё, преследуемая стаей волков, когда она изо всех сил пытается убежать, в то время как одушевленные корни постоянно преследуют её. Затем она оказывается в разных местах, представляющих природу, таких как заснеженные горы, океан, бесплодный пейзаж, загрязнённое место и горящий лес. В конце видео лес исчезает, она находит пляж, где другая её версия стоит на берегу, когда она тянется к ней. Видео заканчивается надписью «Она потеряла его, но она нашла себя, и каким-то образом это было всё», что является скрытым сообщением, написанным в буклете альбома 1989.
Кан сказал, что Свифт «пострадала за искусство» из-за видео; она не использовала дублёров и все действия, такие как ползание по грязи или бег по снегу, выполняла сама. Шаран Шетти из Slate написала, что тревога — тема песни — «до крайности буквально выражена в видео на эту песню». Питер Сблендорио из New York Daily News счел это «пожалуй, самым потрясающим её музыкальным видео» и назвал визуальные эффекты «сногсшибательными». Харли Браун из журнала Spin назвал видео «фантастически кинематографичным». Аманда Белл из MTV News сравнила кинематографическое качество видео с сериалом о Гарри Поттере и прокомментировала, что послание видео «служит четкой метафорой для её очень публичной истории отношений и того, как она трансформировала каждый конфликт в свои личные победы, в частности одну из них».

## Чарты
| Чарт (2014—16)                           | Высшая позиция |
| ---------------------------------------- | -------------- |
| Австралия (ARIA)                         | 19             |
| Австрия (Ö3 Austria Top 40)              | 64             |
| Бельгия/Фландрия (Ultratop 50)           | 50             |
| Канада (Billboard Canadian Hot 100)      | 8              |
| Канада (Billboard AC)                    | 13             |
| Канада (Billboard CHR/Top 40)            | 13             |
| Канада (Billboard Hot AC)                | 9              |
| Дания (Tracklisten)                      | 23             |
| Финляндия (Radiosoittolista Airplay)     | 90             |
| Финляндия (Latauslista Download)         | 24             |
| Франция (SNEP)                           | 70             |
| Венгрия (Single Top 40)                  | 37             |
| Израиль (Media Forest TV Airplay)        | 1              |
| Италия (FIMI)                            | 97             |
| Мексика Mexico Airplay (Billboard)       | 47             |
| Новая Зеландия (Recorded Music NZ)       | 6              |
| Польша (Polish Airplay Top 100)          | 43             |
| Шотландия (OCC Scotland)                 | 48             |
| Испания (PROMUSICAE)                     | 22             |
| Великобритания (Official Charts Company) | 136            |
| США (Billboard Hot 100)                  | 18             |
| США (Billboard Adult Contemporary)       | 20             |
| США (Billboard Adult Pop Airplay)        | 11             |
| США (Billboard Pop Airplay)              | 12             |

## Сертификации
| Регион | Сертификация | Продажи   |
| --- | ------------ | --------- |
| Австралия (ARIA) | Золотой      | 35 000    |
| Канада (Music Canada) | Золотой      | 40 000*   |
| Норвегия (IFPI Norway) | Платиновый   | 60 000    |
| Великобритания (BPI) | Серебряный   | 200 000   |
| США (RIAA) | Платиновый   | 1 000 000 |
| * Данные о продажах приведены только на основе сертификации. · Данные о продажах + прослушиваниях приведены только на основе сертификации. |              |           |

## «Out of the Woods (Taylor’s Version)»
Перезаписанная версия песни «Out of the Woods», получившая название «Out of the Woods (Taylor’s Version)», была выпущена 27 октября 2023 года в составе четвёртого перезаписанного альбома Свифт 1989 (Taylor’s Version). Песня является частью перезаписанной музыки Свифт после спора о праве собственности на мастера ее старой дискографии.

### Чарты
| Чарт (2023)                               | Высшая позиция |
| ----------------------------------------- | -------------- |
| Австралия (ARIA)                          | 12             |
| Бразилия (Brasil Hot 100)                 | 98             |
| Канада (Billboard Canadian Hot 100)       | 14             |
| Мир (Billboard Global 200)                | 15             |
| Греция (IFPI)                             | 18             |
| Ireland (Billboard)                       | 15             |
| Новая Зеландия (Recorded Music NZ)        | 16             |
| Philippines (Billboard)                   | 8              |
| Singapore (RIAS)                          | 16             |
| Sweden (Sverigetopplistan)                | 77             |
| Великобритания UK (Billboard)             | 18             |
| Великобритания (OCC UK Singles Downloads) | 84             |
| Великобритания UK Singles Sales (OCC)     | 92             |
| Великобритания UK Streaming (OCC)         | 19             |
| США (Billboard Hot 100)                   | 16             |
| Вьетнам (Vietnam Hot 100)                 | 65             |